# La Cigale et la fourmi

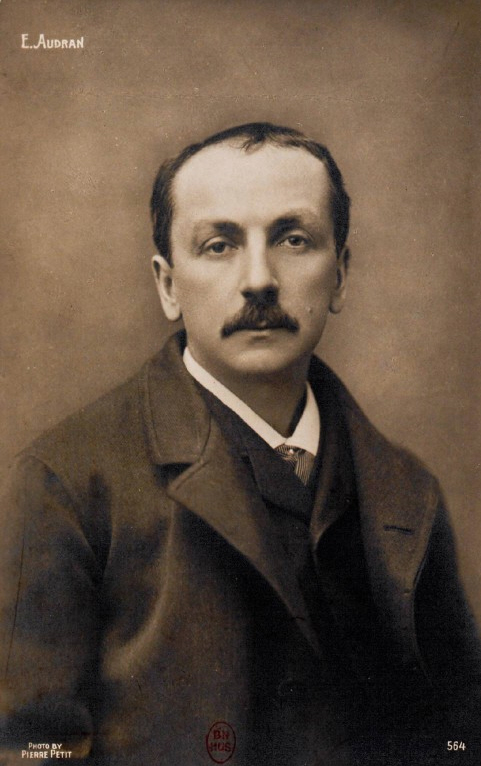
Edmond Audran

La Cigale et la fourmi (Gräshoppan och myran) är en operett (opéra comique), i tre akter med musik av Edmond Audran och libretto av Henri Chivot och Alfred Duru. Texten bygger lösligt på Jean de La Fontaines version av Aisopos fabel Myran och gräshoppan. Handlingen rör sig kring två unga kvinnor, en ordentlig liksom myran, den andra nyckfull som gräshoppan. Till skillnad från Aisopos fabel slutar denna version lyckligt med att "myran" tar hand om den förtvivlade "gräshoppan".
Operetten hade premiär på Théâtre de la Gaîté i Paris den 3 oktober 1886 och spelades 141 gånger. Den översattes senare till engelska för en långkörare i London samt uppsättningar i New York, Australien och Nya Zeeland. 

## Historia och premiär
Efter avsevärda framgångar med kassasuccéen Lyckoflickan (1880) hade Audran och hans sedvanliga librettister Henri Chivot och Alfred Duru skrivit fem verk i rad som aldrig nådde upp till samma nivå. Av dessa hade både Gillette de Narbonne (1882) och Le Grand Mogol (1884) spelats mer än 100 gånger, vilket betraktades som kriteriet för en tillfredsställande succé på Paris teatrar på den tiden – men en succé likväl. Audran försökte sig på att samarbeta med andra medarbetare – Maurice Ordonneau (Serment d'amour, 1886) och H. B. Farnie (Indiana, 1886) – utan nämnvärd framgång och återvände snart till Chivot och Duru när uppdraget kom att förse Théâtre de la Gaîté i Paris med ett nytt verk.
Det stora dragplåster på Gaîte var primadonnan Jeanne Granier, till vilken Audran skapade rollen som Thérèse, den extravaganta, modiga hjältinnan. Rollen som den snälla "myran" Charlotte sjöngs av mezzosopranen Louise Thuillier-Leloir, för vilken upphovsmännen hade skrivit förut, i Le Grand Mogol (1884) och Pervenche (1885). La Cigale et la fourmi hade premiär den 3 oktober 1886 och gav intäkter på en halv miljon francs, då den hamnade på samma summa som Le Grand Mogol men inte nådde upp till samma nivå som Lyckoflickan.

## Personer
- Thérèse – Jeanne Granier
- Charlotte – Louise Thuillier-Leloir
- Hertiginnan de Fayensberg – Mdlle. Fassi
- La Frivolini – Mddle. Paula
- La mère Catherine – Mddle. Baudu
- Kavaljer Frantz de Bernheim – Georges Mauguière
- Vincent – M. Alexandre
- Hertigen de Fayensberg – M. Raiter
- Guillaume – M. Petit
- Mathias – M. Scipion
- En gammal tiggare – M. Gobereau

Källa: Klaverutdrag.

## Handling
Operetten utspelas på 1700-talet i en liten flamländsk by nära staden Brygge.
Akt I

Byn, och senare, Brygge
Byborna firar bröllopet mellan Guillaume och Charlotte. Den senare – liksom myran i fabeln – är klok och måttlig. Hennes kusin och fostersyster, Thérèse, är liksom gräshoppan: impulsiv, generös och nyckfull. Flickornas farbror Mathias har kommit från Brygg för att närvara. Han är ägare till Brygges finaste hotell Faisan d'Or. Thérèse tjusas av Mathias beskrivning av Brygge och dess nöjen. Hennes beundrare, Vincent, sonen till skollärare, oroas av möjligheten att Thérèse oundvikligt kommer lämna byn och söka lyckan i staden. Den gode Mathias uppmanar Vincent att förklara Thérèse sin kärlek. Han gör så men hon svarar att hon ännu inte är redo för äktenskap. Hon gömmer sig i Mathias vagn och följer med till Brygge. Väl där övertalar hon farbrodern att anställa henne som florist i hotellets lobby. För sin första lön går hon på operan där hon tjusas av prakten och uttrycker en önskan om att bli operasångerska.
Två veckor efter hennes ankomst till Brygge anordnas en stor maskeradbal på hotellet, ett event som stadens överklass alltid ser fram emot för dess tillfällen till amorösa intriger. Kavaljeren Frantz de Bernheim anländer för ett rendezvous med hertiginnan de Fayensberg, vars make i sin tur är upptagen med dansösen La Frivolini. Hertigen avbryter Frantzs tête-à-tête med hertiginnan, som snabbt gömmer sig bakom en skärm. Hertigen är road över att hans vän är ute på äventyr och inser inte att med vem. Efter att hertigen har gått insisterar den uppjagade hertiginnan att Frantz borde flirta med en annan kvinna för att lura hertigen. Thérèse kommer in för att sälja blommor. Hertigen antar att hon är objektet för Frantzs intresse och denne spelar med för att undvika missförstånd. Thérèse sjunger för gästerna och hertigen lovar att han ska ordna in henne på operan: gästerna skålar för hertigens nya protégée.
Akt II

Brygge
Guillaume och Charlotte har kommit på sitt första besök i staden. De blir överraskade när de springer på Vincent som antas vara på en bildningsresa i landet, men som har följt efter Thérèse till Brygge. Han berättar att de kommer finna henne mycket förändrad. Tack vare hertigen har hon blivit stjärna på operan och lever ett flärdfullt liv. Både Frantz och hertigen är hemligt intresserade av henne till hertiginnans missnöje. 
Charlotte, Guillaume och Vincent råkar höra hertiginnans samtal med Frantz, och förfasas över att Thérèse används som ett verktyg i en otrohetsaffär. Thérèse vägrar tro dem först men inser sedan vad hertiginnan och Frantz har gjort. På hertigens bal samma kväll får hon sin hämnd genom att sjunga en sång om en ros som ville dölja sin kärleksaffär med en fjäril och bad honom att älska med den lilla gräshoppan. Sedan chockerar hon gästerna med att det är Frantz som är fjärilen och hon som är gräshoppas; hon nämner inte rosen vis namn men låter gästerna gissa sig till hertiginnan. Därefter lämnar hon salen och Brygge.
Akt III

Tre månader senare i byn
Charlotte och Guillaume fortsätter sitt hektiska, lantliga liv. Mathias har efter skammen vid hertigens bal tvingats lämna Brygge. Vincent har tillbringat merparten tiden med att söka efter Thérèse, men hon är försvunnen. Så är även Frantz och hertigen. Hertigen har blivit förvisad av prinsen efter skandalen. Frantz har också sökt efter Thérèse efter att ha insett att hans låtsaskärlek har vuxit till en realitet. 
När alla har gått kommer Thérèse in. Hon är smutsig och deprimerad efter att vandrat riket kring och försörjt sig som gatusångerska. Hon vågar inte knacka på hos sin kusin och somnar utanför dörren. Hon drömmer att hon bad Charlotte om hjälp och blivit grymt avvisad. I drömmer skriker hon varpå familjen vaknar och rusar ut. När Thérèse vaknar befinner hon sig i sängen i det rum hon bodde i som ung flicka. Det är julafton Thérèse njuter av en enkel jul tillsammans med sin familj.
Frantz och hertigen dyker upp. Vincent anser att tiden är inne för Thérèse att gifta sig. Men han föreslår inte sig själv som make: han inser att Frantz älskar henne mer och Thérèse accepterar hans frieri. Hertigen får ett brev från hertiginnan. Hon har övertalar prinsen att häva förvisningen. Allt slutar lyckligt.
Källa: The Era och Gänzl's Book of the Musical Theatre.